# Джайшанкар Прасад
Джайшанкар Прасад (30 січня 1889 року  – 15 листопада 1937 року)  — видатний діяч сучасної літератури гінді, поет.

## Біографія
Джайшанкар Прасад народився 30 січня 1889 року в Бенарес, штат Бенарес, Британська Індія.

## Творчість
Джайшанкар Прасад був поетом, драматургом, оповідачем, романістом і есеїстом. Він почав писати вірші під псевдонімом «Каладхар».Перша збірка віршів під назвою Чітрадхар була написана діалектом брадж хінді, але його пізніші твори були написані діалектом хаді.
Його вважають одним із чотирьох стовпів  романтизму в літературі хінді, разом із Сумітрананданом Пантом, Махадеві Вермою та Сурьякантом Тріпаті «Ніралою».
Словниковий запас поета складається з санскритських слів і слів, похідних від санскриту. Тематика його поезії охоплює всі сюжети його епохи, від романтичних до націоналістичних.
Його драми вважаються найбільш новаторськими на гінді. Серед найвідоміших драм Прасада – Скандагупта, Чандрагупта та Дхрувасваміні. 
В основі деяких з них також були міфологічні сюжети. 

## Відгуки
Критик Махадеві Верма сказала:
«Щоразу, коли я згадую нашого великого поета Прасада, мені спадає на думку особливий образ. На схилі Гімалаїв стоїть ялина, пряма й висока, як  горді гірські вершини. Його голова витримує  сніг, доу та палюче сонячне тепло... Навіть у розпал найсильнішої грози та хуртовини він залишається стійким і непохитним».
Стосовно його впливу на індійську літературу, то  Девід Рубін написав: «Джайшанкару Прасаду належить заслуга в тому, що він зробив перший успішний стрибок у розвитку справжнього поетичного мистецтва в кхарі бол, хінді"  